# العلاقات الجنوب إفريقية السنغافورية
العلاقات الجنوب أفريقية السنغافورية هي العلاقات الثنائية التي تجمع بين جنوب أفريقيا وسنغافورة.

## مقارنة بين البلدين
هذه مقارنة عامة ومرجعية للدولتين:
| وجه المقارنة                                              | جنوب أفريقيا | سنغافورة                                                             |
| --------------------------------------------------------- | --- | -------------------------------------------------------------------- |
| المساحة (كم2)                                             | 1.22 مليون | 719                                                                  |
| عدد السكان (نسمة)                                         | 57.73 مليون | 5.89 مليون                                                           |
| الكثافة السكانية (ن./كم²)                                 | 47.32 | 819.19 ألف                                                           |
| العاصمة                                                   | بريتوريا، بلومفونتين، كيب تاون | سنغافورة                                                             |
| اللغة الرسمية                                             | لغة إنجليزية، اللغة الأفريقانية، اللغة النديبلي الجنوبية، اللغة السوثو الشمالية، اللغة السوتية، لغة سوازي، اللغة التسونجا، اللغة التسوانية، اللغة الفيندية، اللغة الكوسية، اللغة الزولوية | لغة إنجليزية، اللغة الملايو، اللغة الصينية القياسية، اللغة التاميلية |
| العملة                                                    | راند جنوب أفريقي | دولار سنغافوري                                                       |
| الناتج المحلي الإجمالي (بليون دولار)                      | 349.42 مليار | 323.91 مليار                                                         |
| الناتج المحلي الإجمالي (تعادل القوة الشرائية) بليون دولار | 725.91 مليار | 472.59 مليار                                                         |
| الناتج المحلي الإجمالي الاسمي للفرد دولار أمريكي          | 5.72 ألف | 52.89 ألف                                                            |
| الناتج المحلي الإجمالي للفرد دولار أمريكي                 | 13.05 ألف | 82.76 ألف                                                            |
| مؤشر التنمية البشرية                                      | 0.666 | 0.925                                                                |
| رمز المكالمات الدولي                                      | +27 | +65                                                                  |
| رمز الإنترنت                                              | .za | .sg                                                                  |
| المنطقة الزمنية                                           | ت ع م+02:00، أفريقيا/جوهانسبرغ ‏ | ت ع م+08:00، توقيت سنغافورة المنسق ‏                                  |

## منظمات دولية مشتركة
يشترك البلدان في عضوية مجموعة من المنظمات الدولية، منها:
| علم المنظمة | اسم المنظمة                        | تاريخ انضمام جنوب أفريقيا | تاريخ انضمام سنغافورة |
| ----------- | ---------------------------------- | ------------------------- | --------------------- |
|             | مؤسسة التنمية الدولية              | 12 أكتوبر 1960            | 27 سبتمبر 2002        |
|             | يونسكو                             | 4 نوفمبر 1946             | 8 أكتوبر 2007         |
|             | وكالة ضمان الاستثمار متعدد الأطراف | 10 مارس 1994              | 24 فبراير 1998        |
|             | الأمم المتحدة                      | 7 نوفمبر 1945             | 21 سبتمبر 1965        |
|             | دول الكومنولث                      | 11 ديسمبر 1931            | ?                     |
|             | الاتحاد البريدي العالمي            | ?                         | ?                     |
|             | البنك الدولي للإنشاء والتعمير      | 27 ديسمبر 1945            | 3 أغسطس 1966          |
|             | المنظمة الهيدروغرافية الدولية      | ?                         | ?                     |
|             | الاتحاد الدولي للاتصالات           | 1910                      | 22 أكتوبر 1965        |
|             | منظمة حظر الأسلحة الكيميائية       | ?                         | ?                     |
|             | مؤسسة التمويل الدولية              | 3 أبريل 1957              | 4 سبتمبر 1968         |
|             | منظمة التجارة العالمية             | 1995                      | ?                     |
|             | منظمة الشرطة الجنائية الدولية      | ?                         | ?                     |

## أعلام
هذه قائمة لبعض الشخصيات التي تربطها علاقات بالبلدين:
- عرفان فندي (لاعب كرة قدم سنغافوري، 13 أغسطس 1997[21] – )

## وصلات خارجية
- موقع وزارة الخارجية الجنوب أفريقية
- موقع وزارة الخارجية السنغافورية